# 28 marca
28 marca jest 87. (w latach przestępnych 88.) dniem w kalendarzu gregoriańskim. Do końca roku pozostaje 278 dni.

## Święta
- Imieniny obchodzą: Aleksander, Doroteusz, Gedeon, Guntram, Hilarion, Ingbert, Joanna, Kastor, Krzesisław, Krzysław, Malachiasz, Malkolm, Pryskus, Renata, Rogacjusz, Rogat i Stefan.
- Czechy, Słowacja – Dzień Nauczyciela
- Libia – Uroczystość Opuszczenia Kraju przez Brytyjczyków
- Republika Południowej Afryki – Dzień Rodziny
- Wspomnienia i święta w Kościele katolickim obchodzą[1][2]:
  - św. Guntram I (król Franków)
  - bł. Joanna Maria z Maille (wdowa)

## Wydarzenia w Polsce
- 1241 – I najazd mongolski na Polskę: wojska mongolskie zdobyły Kraków.
- 1364 – W obecności króla Kazimierza III Wielkiego arcybiskup gnieźnieński Jarosław Bogoria Skotnicki konsekrował katedrę na Wawelu.
- 1514 – Zygmunt I Stary wydał przepisy dotyczące zarządzania dochodami folwarków i chłopów.
- 1601 – II wojna polsko-szwedzka: wojska szwedzkie rozpoczęły oblężenie Kokenhausen (obecnie Koknese na Łotwie).
- 1656 – Potop szwedzki: klęska wojsk polskich w bitwie pod Niskiem.
- 1689 – Filozof Kazimierz Łyszczyński został skazany na karę śmierci za ateizm.
- 1793 – II rozbiór Polski: wojska pruskie wkroczyły do Gdańska.
- 1795 – III rozbiór Polski: Sejm kurlandzki ogłosił przyłączenie Księstwa Kurlandii i Semigalii do Rosji.
- 1799 – Michał Franciszek Karpowicz został pierwszym biskupem diecezji wigierskiej.
- 1842 – Otwarto Teatr Skarbkowski we Lwowie.
- 1920:
  - Wojna polsko-bolszewicka: strona sowiecka, w odpowiedzi na polską propozycję rozpoczęcia rokowań pokojowych w Borysowie, zażądała innego miejsca i całkowitego wstrzymania ognia.
  - W ujeżdżalni wojskowej przy ul. Zwierzynieckiej w Krakowie odbyły się zawody zapaśnicze i pierwszy w kraju mecz bokserski.
- 1929 – Wprowadzono kapłaństwo niewiast w Kościele mariawitów. Odbyła się konsekracja biskupia siostry Izabeli Wiłuckiej.
- 1933:
  - Rozwiązano Obóz Wielkiej Polski.
  - Sejm RP przyjął ustawę o kartelach.
- 1935 – Powstał trzeci rząd Walerego Sławka.
- 1940 – W Warszawie został aresztowany przez Gestapo Janusz Kusociński.
- 1942 – Utworzono Gwardię Ludową – zbrojną organizację PPR (decyzję antydatowano na 6 stycznia 1942).
- 1945:
  - Reaktywowano Związek Nauczycielstwa Polskiego.
  - Wojska radzieckie i polskie zajęły Gdynię.
- 1947 – Pod Jabłonkami koło Baligrodu w Bieszczadach w zasadzce zorganizowanej przez UPA zginął gen. Karol Świerczewski.
- 1952 – Założono Zakłady Samochodowe w Jelczu.
- 1969 – Premiera filmu historycznego Pan Wołodyjowski w reżyserii Jerzego Hoffmana.
- 1972 – Ustanowiono Order św. Marii Magdaleny, najwyższe odznaczenie nadawane przez Polski Autokefaliczny Kościół Prawosławny[3].
- 1979 – Premiera filmu Szpital Przemienienia w reżyserii Edwarda Żebrowskiego.
- 1983 – Premiera filmu Austeria w reżyserii Jerzego Kawalerowicza.
- 1996 – W Gdańsku rozpoczął się proces oskarżonych o sprawstwo kierownicze śmierci 44 osób w grudniu 1970.
- 2003 – Sejm RP przyjął specustawę kolejową.
- 2007 – Prezydenci Gdańska, Gdyni i Sopotu oraz marszałek województwa pomorskiego podpisali Kartę Trójmiasta.
- 2010:
  - Po raz pierwszy padła główna wygrana w polskiej edycji teleturnieju Milionerzy.
  - W Bydgoszczy odbyły się 38. Mistrzostwa Świata w Biegach Przełajowych.
- 2022 – Zniesiono nakaz noszenia maseczek w pomieszczeniach zamkniętych, z wyjątkiem placówek medycznych i aptek, który wprowadzono w 2020 roku w związku pandemią COVID-19[4][5].
- 2024 – Oddano do użytku kładkę pieszo-rowerową na Wiśle w Warszawie.

## Wydarzenia na świecie

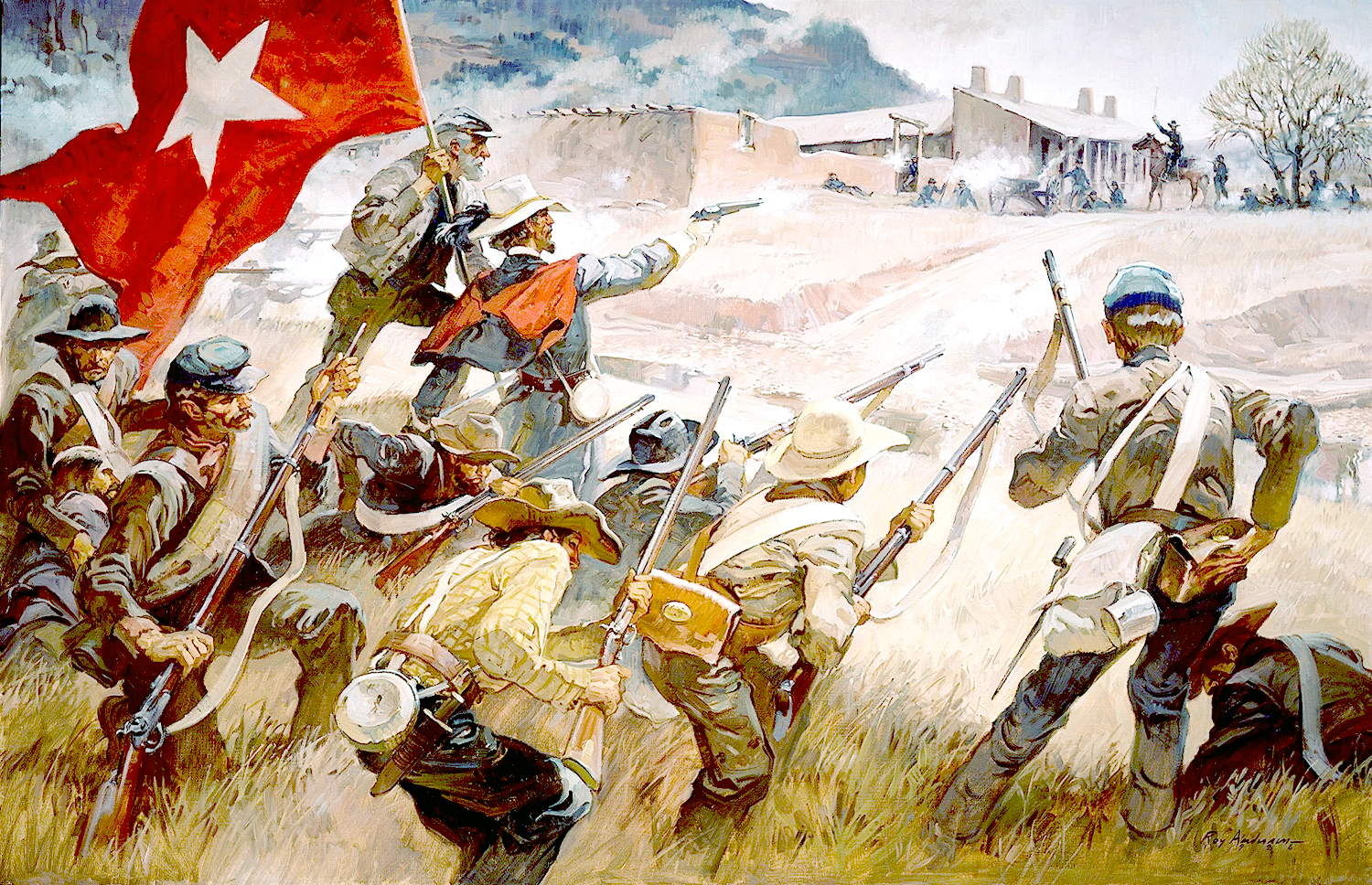
Bitwa pod Glorieta Pass (1862) na obrazie Roya Andersona

- 193 – Didiusz Julianus został cesarzem rzymskim.
- 364 – Walens został cesarzem rzymskim.
- 845 – Paryż został złupiony przez wikingów.
- 1241 – Eryk IV Plovpenning został królem Danii.
- 1416 – Wmurowano kamień węgielny pod budowę kościoła św. Klary w Porto.
- 1420 – Zwycięstwo wojsk brandenburskich nad polsko-pomorskimi w bitwie pod Angermünde, która rozstrzygnęła kwestię przynależności Marchii Wkrzańskiej do Brandenburgii.
- 1461 – Wojna Dwóch Róż: nierozstrzygnięta bitwa pod Ferrybridge.
- 1462 – Iwan III Srogi został wielkim księciem moskiewskim.
- 1503 – W Moskwie zawarto rozejm kończący II wojnę litewsko-moskiewską.
- 1560 – Król Zygmunt II August nadał Uniwersytetowi Albrechta w Królewcu pełne uprawnienia uniwersyteckie i tym samym możliwość nadawania stopni naukowych uznawanych w całym świecie chrześcijańskim.
- 1566 – Położono kamień węgielny pod budowę miasta Valletta na Malcie.
- 1611 – II wojna polsko-rosyjska: rozpoczęło się oblężenie Kremla moskiewskiego, okupowanego przez polską załogę wojskową po zwycięskiej bitwie pod Kłuszynem.
- 1677 – Wojna Francji z koalicją hiszpańsko-austriacko-lotaryńską: wojska francuskie rozpoczęły oblężenie Cambrai.
- 1703 – Wojna o sukcesję hiszpańską: zwycięstwo wojsk bawarskich nad cesarskimi w bitwie pod Schmidmühlen.
- 1750 – Sformowano pierwszy regiment Kozaków astrachańskich.
- 1752 – Stefano Lomellini został dożą Genui.
- 1776 – Założono Teatr Wielki w Moskwie.
- 1778 – Wojna o niepodległość Stanów Zjednoczonych: gen. Kazimierz Pułaski rozpoczął w Baltimore formowanie swojego legionu wchodzącego w skład Armii Kontynentalnej.
- 1800 – Irlandzki parlament przyjął ustawę ustanawiającą unię z Wielką Brytanią.
- 1801 – W Wiedniu odbyła się premiera baletu Twory Prometeusza z muzyką Ludwiga van Beethovena.
- 1802 – Niemiecki astronom Heinrich Wilhelm Olbers odkrył planetoidę (2) Pallas.
- 1809 – Wojna na Półwyspie Iberyjskim: zwycięstwo wojsk francuskich nad hiszpańskimi w bitwie pod Medellín.
- 1811 – Prezydent Haiti Henri Christophe wprowadził monarchię i ogłosił się królem Henrykiem I.
- 1813 – Na Malcie wybuchła epidemia dżumy.
- 1831 – Joseph Lebeau został premierem Belgii.
- 1835 – Campos w Brazylii otrzymało prawa miejskie.
- 1842 – Odbył się pierwszy koncert Filharmoników Wiedeńskich.
- 1844 – W Hiszpanii została utworzona Gwardia Cywilna.
- 1849 – Wiosna Ludów: Parlament frankfurcki ogłosił konstytucję zjednoczonych federacyjnych Niemiec.
- 1850 – Chorwaccy i serbscy pisarze, uczeni oraz działacze narodowi podpisali Wiedeńską Umowę Językową, uważaną za początek języka serbsko-chorwackiego.
- 1858 – Oddano do użytku Chelsea Bridge w Londynie.
- 1860 – Zawarto konkordat między Haiti a Stolicą Apostolską.
- 1862 – Wojna secesyjna: zwycięstwo wojsk Unii w bitwie pod Glorieta Pass.
- 1866 – Jablonec nad Nysą otrzymał prawa miejskie.
- 1876 – Rząd Japonii wydał dekret zakazujący samurajom noszenia broni, tzw. daishō rodowego.
- 1879 – Armia Zulusów pokonała Brytyjczyków w bitwie pod Hlobane.
- 1884 – W Berlinie została założona Spółka na rzecz kolonizacji niemieckiej.
- 1887 – Dotychczas brytyjski Protektorat Zatoki Ambas został przyłączony do Kamerunu Niemieckiego.
- 1888 – Kuba Rozpruwacz ciężko zranił nożem Adę Wilson.
- 1891 – W Londynie odbyły się I Mistrzostwa Świata w Podnoszeniu Ciężarów.
- 1900 – Niemiecki astronom Friedrich Karl Arnold Schwassmann odkrył planetoidę (454) Mathesis.
- 1905 – Alessandro Fortis został premierem Włoch.
- 1907 – Miasto Amsterdam wykupiło niszczejący Dom Rembrandta.
- 1910 – Francuz Henri Fabre odbył pierwszy w historii lot na hydroplanie, startując z jeziora Berre pod Marsylią.
- 1912:
  - Thomas Mackenzie został premierem Nowej Zelandii.
  - Titu Maiorescu został premierem Rumunii.
- 1915 – I wojna światowa: niemiecki okręt podwodny SM U-28 zatopił w Kanale Świętego Jerzego brytyjski statek pasażerski RMS „Falaba”, w wyniku czego zginęły 104 osoby.
- 1916 – Zwodowano niemiecki podwodny okręt handlowy „Deutschland”.
- 1920 – Co najmniej 153 osoby zginęły i co najmniej 1215 zostało rannych w serii 37 tornad w środkowo-wschodnich i południowych stanach USA.
- 1923:
  - Utworzono Włoskie Siły Powietrzne.
  - Założono hiszpański klub piłkarski RC Celta de Vigo.
- 1928 – Podpisano traktat graniczny na mocy którego Nikaragua uznała prawa Kolumbii do archipelagu San Andrés i Providencia, w zamian za uznanie przez Kolumbię jej praw do Wysp Mangle i Wybrzeża Moskitów.
- 1929 – Henry Stimson został 46. sekretarzem stanu USA.
- 1930 – Konstantynopol i Angora zostały oficjalnie przemianowane na Stambuł i Ankarę.
- 1932 – W Tel Awiwie rozpoczęła się I Olimpiada Machabejska (międzynarodowe igrzyska żydowskie).
- 1933 – Pod Diksmuide w Belgii rozbił się samolot pasażerski Armstrong Whitworth Argosy II brytyjskich Imperial Airways, w wyniku czego zginęło wszystkich 15 osób na pokładzie.
- 1935 – Premiera filmu propagandowego Triumf woli, nakręconego przez Leni Riefenstahl w 1934 roku podczas zjazdu NSDAP w Norymberdze.
- 1939:
  - Hiszpańska wojna domowa: wojska gen. Francisco Franco zdobyły Madryt.
  - Jonas Černius został premierem Litwy.
- 1940 – W Londynie odbyło się posiedzenie brytyjsko-francuskiej Najwyższej Rady Wojennej.
- 1941:
  - 10 osób zginęło w katastrofie samolotu pasażerskiego Lockheed 18 w Elands Bay w Związku Południowej Afryki.
  - Piotr II Karadziordziewić został koronowany na ostatniego króla Jugosławii.
- 1942:
  - Brytyjskie lotnictwo dokonało nalotu dywanowego na Lubekę.
  - Rajd brytyjskich komandosów na niemiecką bazę morską w Saint-Nazaire we Francji.
- 1943 – Brytyjski bombowiec zatopił na Morzu Śródziemnym niemiecki okręt podwodny U-77, w wyniku czego zginęło 38 spośród 47 członków załogi.
- 1945:
  - Biskup węgierskiego Győru Vilmos Apor został postrzelony przez radzieckiego żołnierza, gdy stanął w obronie kobiet i dzieci ukrywających się w piwnicy pałacu biskupiego. W wyniku odniesionych obrażeń zmarł 2 kwietnia.
  - Wojska amerykańskie wyzwoliły Talisay na filipińskiej wyspie Cebu.
- 1949:
  - Brytyjski naukowiec Fred Hoyle w audycji radiowej użył po raz pierwszy terminu „Wielki Wybuch”.
  - Turcja, jako pierwszy kraj muzułmański, uznała państwo Izrael.
- 1953 – Libia została członkiem Ligi Państw Arabskich.
- 1954 – W USA wystartowała hiszpańskojęzyczna sieć telewizyjna Telemundo.
- 1956 – Premiera amerykańsko-hiszpańskiego filmu historycznego Aleksander Wielki w reżyserii Roberta Rossena.
- 1960 – 14 strażaków i 5 członków Salvage Corps zginęło w wyniku eksplozji w trakcie gaszenia pożaru składu whisky w szkockim Glasgow.
- 1961 – W katastrofie lecącego do Bamako czechosłowackiego Iła-18 koło Igensdorfu w Bawarii zginęły wszystkie 52 osoby na pokładzie.
- 1963 – Premiera amerykańskiego dreszczowca Ptaki w reżyserii Alfreda Hitchcocka.
- 1964:
  - Król Arabii Saudyjskiej Su’ud został odsunięty od władzy, a regentem został jego przyrodni brat Fajsal.
  - Lecący z Rzymu Vickers Viscount linii Alitalia rozbił się podczas podchodzenia do lądowania w Neapolu, w wyniku czego zginęło wszystkich 45 osób na pokładzie.
  - Rozpoczęła emisję piracka średniofalowa rozgłośnia radiowa Radio Caroline, której nadajnik znajdował się na zakotwiczonym na wodach międzynarodowych (4 mile od Felixstowe w angielskim hrabstwie Suffolk) przebudowanym promie pasażerskim.
- 1965 – W trzęsieniu ziemi w regionie Valparaíso w środkowym Chile zginęło 400-500 osób.
- 1966 – Gen. Cevdet Sunay został wybrany przez parlament na urząd prezydenta Turcji.
- 1968 – Papież Paweł VI wydał dekret znoszący honorowy tytuł Asystenta Tronu Papieskiego.
- 1970 – Trzęsienie ziemi o magnitudzie 7,2 zniszczyło miasto Gediz w zachodniej Turcji, w wyniku czego zginęło 1086 osób, a 1260 zostało rannych.
- 1973 – Walia pokonała Polskę 2:0 w rozegranym w Cardiff meczu eliminacyjnym do piłkarskich Mistrzostw Świata.
- 1974 – Nicolae Ceaușescu został wybrany na nowo utworzone stanowisko prezydenta Rumunii.
- 1975 – 25 noworodków zginęło w pożarze oddziału położniczego kliniki w chorwackiej Rijece.
- 1977:
  - Meksyk i Hiszpania wznowiły stosunki dyplomatyczne, zerwane w 1939 roku po ustanowieniu w Hiszpanii dyktatury gen. Francisco Franco.
  - Odbyła się 49. ceremonia wręczenia Oscarów.
- 1979 – W amerykańskiej elektrowni atomowej Three Mile Island doszło do awarii reaktora.
- 1982 – W Salwadorze odbyły się pierwsze od ponad 50 lat wolne wybory parlamentarne.
- 1985 – Wee Kim Wee został wybrany przez Zgromadzenie Ustawodawcze na urząd prezydenta Singapuru.
- 1986:
  - Odbyła się 58. ceremonia wręczenia Oscarów.
  - Wojna w Kambodży: oddziały Czerwonych Khmerów przeprowadziły rajd na Battambang, zabijając 100 wietnamskich żołnierzy i 2 radzieckich lekarzy.
- 1987 – Premier Wielkiej Brytanii Margaret Thatcher przybyła z wizytą do ZSRR.
- 1988 – Odbył się pierwszy komercyjny lot Airbusa A320 (Air France).
- 1989 – Sektor międzynarodowy portu lotniczego Mińsk przyjął pierwszych pasażerów.
- 1990 – Michael Jordan ustanowił swój rekord zdobytych punktów (69) w jednym meczu w lidze NBA.
- 1991 – Ukazał się album Joyride szwedzkiego duetu Roxette.
- 1992 – W Mołdawii wprowadzono stan wyjątkowy.
- 1993 – Rozpoczęła się ONZ-owska operacja UNOSOM II w Somalii.
- 1994:
  - Co najmniej 19 osób zginęło w Johannesburgu w Południowej Afryce w starciach między zwolennikami Afrykańskiego Kongresu Narodowego i zuluskiej Partii Wolności Inkatha.
  - Podpisano umowę o wydzierżawieniu przez Rosję na 20 lat kosmodromu Bajkonur w Kazachstanie.
- 1997 – W katastrofie albańskiego statku „Katri i Rades” z nielegalnymi imigrantami w Cieśninie Otranto zginęły 82 osoby.
- 1999 – Wojna w Kosowie: 146 Albańczyków zginęło w Kosowie w masakrze w Izbicy dokonanej przez serbskie jednostki paramilitarne.
- 2001 – W Albanii ukazało się pierwsze wydanie dziennika „Korrieri”.
- 2002 – Gabriel Costa został premierem Wysp Świętego Tomasza i Książęcej.
- 2003:
  - Francuskie terytoria zamorskie zostały zastąpione przez wspólnoty zamorskie.
  - Prezydent Kiribati Teburoro Tito podał się do dymisji po udzieleniu mu wotum nieufności przez parlament. Tymczasowym prezydentem został Tion Otang.
- 2004 – Powtórzone wybory parlamentarne w Gruzji wygrała partia prezydenta Micheila Saakaszwiliego.
- 2005:
  - Do Pekinu po raz pierwszy od podziału Chin w 1949 roku przybyła delegacja rządzącego na Tajwanie Kuomintangu na czele z wiceprzewodniczącym Chiang Pin-kungiem.
  - Około 1000 osób zginęło w trzęsieniu ziemi na Sumatrze.
- 2006 – W Izraelu odbyły się wybory do Knesetu.
- 2010:
  - Robert Kubica w bolidzie Renault zajął drugie miejsce w wyścigu Formuły 1 o Grand Prix Australii.
  - W Rosji zmniejszono z 11 do 9 liczbę stref czasowych.
- 2012 – Wojna domowa w Syrii: członkowie prorządowej milicji zamordowali na północy kraju dwóch brytyjskich dziennikarzy pochodzenia algierskiego.
- 2013 – Papież Franciszek mianował kardynała Maria Aurelia Poliego na swego następcę na urzędach arcybiskupa metropolity Buenos Aires i prymasa Argentyny.
- 2014 – Były premier Norwegii Jens Stoltenberg został nominowany na stanowisko sekretarza generalnego NATO.
- 2018 – W pożarze więzienia w mieście Valencia w północnej Wenezueli wg oficjalnych danych zginęło 68 osób, a 10 odniosło obrażenia.
- 2022 – Inwazja Rosji na Ukrainę: wojska ukraińskie odbiły Irpień.

## Urodzili się
- 1222 – Herman II, landgraf Turyngii (zm. 1241)
- 1370 – Cabrino Fondulo, włoski kondotier (zm. 1425)
- 1472 – Fra Bartolomeo, włoski malarz (zm. 1517)
- 1483 – Rafael Santi, włoski malarz, architekt (zm. 1520)
- 1488 – Basilius Amerbach (starszy), szwajcarski uczony (zm. 1535)
- 1515 – Teresa z Ávili, hiszpańska zakonnica, mistyczka, święta (zm. 1582)
- 1522 – Albrecht Alcybiades, margrabia Kulmbach, dowódca wojskowy (zm. 1557)
- 1554 – Iwan Iwanowicz, carewicz wszechruski (zm. 1581)
- 1569 – Ranuccio I Farnese, książę Parmy i Piacenzy oraz Castro (zm. 1622)
- 1592 – Jan Ámos Komenský, czeski pedagog, filozof, reformator i myśliciel protestancki, senior generalny braci czeskich, interlingwista (zm. 1670)
- 1599 – Witte de With, holenderski admirał (zm. 1658)
- 1621 – Heinrich Schwemmer, niemiecki kompozytor (zm. 1696)
- 1630 – Silvestro Valiero, doża Wenecji (zm. 1700)
- 1638 – Frederik Ruysch, holenderski botanik, anatom (zm. 1731)
- 1652 – Samuel Sewall, amerykański pamiętnikarz (zm. 1730)
- 1660 – Arnold Houbraken, holenderski malarz, rytownik, krytyk sztuki (zm. 1719)
- 1675 – Fryderyk Wilhelm, książę Meklemburgii-Schwerin (zm. 1713)
- 1684 – Tekle Hajmanot I, cesarz Etiopii (zm. 1708)
- 1691 – Charles Emil Lewenhaupt, szwedzki generał (zm. 1743)
- 1699 – Louis Robert Hippolyte de Bréhan, francuski hrabia, pułkownik, dyplomata (zm. 1734)
- 1702 – Ignacio de Luzán, hiszpański poeta (zm. 1754)
- 1709 – Aleksiej Razumowski, rosyjski feldmarszałek (zm. 1771)
- 1719 – Anna Ciecierska, polska szlachcianka (zm. 1791)
- 1727 – Maksymilian III Józef Wittelsbach, elektor Bawarii (zm. 1777)
- 1730 – Dominik Szybiński, polski pijar, pedagog, tłumacz, autor podręczników szkolnych (zm. 1799)
- 1731:
  - Ramón de la Cruz, hiszpański dramatopisarz (zm. 1794)
  - Giacinto Diano, włoski malarz (zm. 1803)
- 1737 – Francesco Zanetti, włoski kompozytor, dyrygent (zm. 1788)
- 1740 – Paweł Chlebowski, polski pijar, pedagog (zm. 1821)
- 1743 – Katarzyna Woroncowa-Daszkowa, rosyjska arystokratka (zm. 1810)
- 1749 – Antonio Maria Doria Pamphili, włoski kardynał (zm. 1821)
- 1750 – Francisco de Miranda, wenezuelski rewolucjonista (zm. 1816)
- 1766 – Joseph Weigl, austriacki kompozytor, dyrygent (zm. 1846)
- 1767 – Józef Pawlikowski, polski adwokat, wojskowy, polityk, publicysta, pamiętnikarz (zm. 1829)
- 1773:
  - Henri Gatien Bertrand, francuski generał (zm. 1844)
  - Hans Frisak, norweski geodeta (zm. 1834)
- 1781 – Anna Nakwaska, polska pisarka, autorka książek dla dzieci, pedagog (zm. 1851)
- 1787 – Theodore Frelinghuysen, amerykański prawnik, polityk, senator (zm. 1862)
- 1790 – William Henry Hunt, brytyjski malarz (zm. 1864)
- 1793 – Henry Schoolcraft, amerykański geograf, geolog, etnograf (zm. 1864)
- 1799:
  - Karl Adolph von Basedow, niemiecki lekarz (zm. 1854)
  - Jakob Friedrich Alexander Jung, niemiecki prozaik, poeta, filozof, krytyk literacki (zm. 1884)
- 1800:
  - Antonio Tamburini, włoski śpiewak operowy (baryton) (zm. 1876)
  - Johann Georg Wagler, niemiecki herpetolog, ornitolog (zm. 1832)
- 1802 – Tomasz Zieliński, polski polityk, kolekcjoner dzieł sztuki (zm. 1858)
- 1806 – Hans Victor von Unruh, niemiecki polityk (zm. 1886)
- 1809 – George Richmond, brytyjski malarz (zm. 1896)
- 1810 – Alexandre Herculano, portugalski prozaik, poeta, dziennikarz, historyk, polityk (zm. 1877)
- 1811 – Jan Nepomucen Neumann, czeski duchowny katolicki, biskup Filadelfii, święty (zm. 1860)
- 1815:
  - Samuel Bennett, australijski dziennikarz i historyk (zm. 1878)
  - Arsène Houssaye, francuski prozaik, poeta (zm. 1896)
- 1817 – Francesco De Sanctis, włoski historyk, krytyk literacki (zm. 1883)
- 1818 – Wade Hampton III, amerykański polityk, senator (zm. 1902)
- 1819:
  - André Adolphe Eugène Disdéri, francuski fotograf (zm. 1889)
  - Roger Fenton, brytyjski malarz, fotograf (zm. 1869)
- 1820 – Stanisław Hebanowski, polski architekt (zm. 1898)
- 1824 – Branko Radičević, serbski poeta (zm. 1853)
- 1828:
  - Melchior Anderegg, szwajcarski alpinista, przewodnik górski (zm. 1914)
  - Hermann Friedrich Krummacher, niemiecki teolog protestancki (zm. 1890)
- 1836 – Stanisław Janicki, polski inżynier budowlany, hydrolog, wynalazca (zm. 1888)
- 1837 – Wilhelm Kühne, niemiecki fizjolog, wykładowca akademicki (zm. 1900)
- 1838 – Jean-Paul Laurens, francuski malarz, rzeźbiarz (zm. 1921)
- 1840 – Mehmed Emin Pasza, niemiecki lekarz, podróżnik, polityk (zm. 1892)
- 1841 – Alfons Burbon-Sycylijski, hrabia Caserty (zm. 1934)
- 1842:
  - Bartolomeo Bacilieri, włoski duchowny katolicki, biskup Werony, kardynał (zm. 1923)
  - Ryszard Geyer, polski przemysłowiec (zm. 1916)
- 1844 – Filip Koburg-Koháry, niemiecki arystokrata (zm. 1921)
- 1846 – Henryk XXII, książę Reuss (linii starszej) (zm. 1902)
- 1851:
  - Bernardino Machado, portugalski polityk, premier i prezydent Portugalii (zm. 1944)
  - Reinhard von Scheffer-Boyadel, niemiecki generał piechoty (zm. 1925)
- 1855:
  - Ryszard Gillar, polski organista, dyrygent chóralny (zm. 1939)
  - Konrad Rieger, niemiecki psychiatra (zm. 1939)
- 1857 – Johann Hoffmann, niemiecki neurolog, neuropatolog, wykładowca akademicki (zm. 1919)
- 1858:
  - Ismar Isidor Boas, niemiecki gastroenterolog, wykładowca akademicki pochodzenia żydowskiego (zm. 1938)
  - Federico Kiesow, włoski psycholog, wykładowca akademicki pochodzenia niemieckiego (zm. 1940)
  - Joséphin Péladan, francuski pisarz, okultysta (zm. 1918)
  - Józef Siemiradzki, polski geolog, paleontolog, wykładowca akademicki, podróżnik (zm. 1933)
- 1860:
  - Frank Clark, amerykański polityk (zm. 1936)
  - Tadeusz Koziebrodzki, polski hrabia, dyplomata austro-węgierski (zm. 1916)
- 1862 – Aristide Briand, francuski polityk, premier Francji, laureat Pokojowej Nagrody Nobla (zm. 1932)
- 1863 – Sylvain Lévi, francuski orientalista, indolog, wykładowca akademicki (zm. 1935)
- 1864 – Gyula Dőri, węgierski taternik (zm. 1918)
- 1865:
  - Bronisława Dłuska, polska lekarka, działaczka społeczna, niepodległościowa i kobieca (zm. 1939)
  - Jacob Herman Friedrich Kohlbrügge, holenderski lekarz, anatom, antropolog (zm. 1941)
  - James Ward, angielski piłkarz (zm. ok. 1900)
- 1867 – Zygmunt Zakrzewski, polski numizmatyk, wykładowca akademicki (zm. 1951)
- 1868 – Maksim Gorki, rosyjski pisarz (zm. 1936)
- 1871 – Willem Mengelberg, holenderski kompozytor, dyrygent (zm. 1951)
- 1872:
  - Ingolf Elster Christensen, norweski polityk, premier Norwegii (zm. 1943)
  - José Sanjurjo, hiszpański generał (zm. 1936)
- 1874 – Stanisław Downarowicz, polski inżynier, polityk, minister spraw wewnętrznych (zm. 1941)
- 1878:
  - Sołomon Łozowski, radziecki polityk pochodzenia żydowskiego (zm. 1952)
  - Abraham Walkowitz, amerykański malarz, grafik pochodzenia żydowskiego (zm. 1965)
- 1880:
  - Louis Wolheim, amerykański aktor (zm. 1931)
  - Władysław Wójcik, polski prezbiter katolicki, męczennik, Sługa Boży (zm. 1940)
- 1881:
  - Henri Grappin, francuski pisarz (zm. 1959)
  - Martin Sheridan, amerykański lekkoatleta, dyskobol i skoczek w dal pochodzenia irlandzkiego (zm. 1918)
- 1884:
  - Carl Wilhelm Petersén, szwedzki curler (zm. 1973)
  - Angelos Sikelianós, grecki poeta (zm. 1951)
- 1887 – Sigrid Fick, szwedzka tenisistka (zm. 1979)
- 1889:
  - Carl Folcker, szwedzki podporucznik, gimnastyk (zm. 1911)
  - William Howard Livens, brytyjski kapitan, inżynier wojskowy (zm. 1964)
- 1890 – Paul Whiteman, amerykański muzyk jazzowy, kompozytor, dyrygent (zm. 1967)
- 1891 – Suehiro Nishio, japoński polityk (zm. 1981)
- 1892:
  - Stanisław Dąbek, polski pułkownik (zm. 1939)
  - Gustave Ganay, francuski kolarz szosowy i torowy (zm. 1926)
  - Rudolf Gundlach, polski major, inżynier, konstruktor, wynalazca (zm. 1957)
  - Corneille Heymans, belgijski fizjolog, laureat Nagrody Nobla (zm. 1968)
- 1894:
  - Julius Buckler, niemiecki pilot wojskowy, as myśliwski (zm. 1960)
  - Ernst Lindemann, niemiecki komandor (zm. 1941)
- 1895:
  - Józef Czekalski, polski geolog, geograf, kartograf, etnograf (zm. 1976)
  - Christian Archibald Herter, amerykański polityk (zm. 1966)
  - James McCudden, brytyjski pilot wojskowy, as myśliwski (zm. 1918)
- 1896 – József Antall senior, węgierski polityk (zm. 1974)
- 1897:
  - Sepp Herberger, niemiecki piłkarz, trener (zm. 1977)
  - Gerardo Matos Rodríguez, urugwajski muzyk, kompozytor, dziennikarz (zm. 1948)
  - Jerzy Zabielski, polski major, szablista (zm. 1958)
- 1899:
  - Jan Budzyński, polski aktor (zm. 1971)
  - Karel Konrád, czeski pisarz, dziennikarz (zm. 1971)
- 1900:
  - Mordechaj Bentow, izraelski prawnik, polityk (zm. 1985)
  - Fosco Giachetti, włoski aktor (zm. 1974)
  - Henning Helgesson, szwedzki piłkarz (zm. 1986)
- 1901:
  - Marta Bernadotte, księżniczka szwedzka (zm. 1954)
  - Fritz Hagmann, szwajcarski zapaśnik (zm. 1974)
  - Dario Simoni, amerykański dekorator filmowy pochodzenia włoskiego (zm. 1984)
- 1902:
  - Paul Godwin, polsko-niemiecki skrzypek, dyrygent pochodzenia żydowskiego (zm. 1982)
  - Flora Robson, brytyjska aktorka (zm. 1984)
  - Jaromír Vejvoda, czeski muzyk, kompozytor (zm. 1988)
- 1903:
  - Rudolf Serkin, amerykański pianista, pedagog pochodzenia żydowskiego (zm. 1991)
  - Hiroshi Shimizu, japoński reżyser filmowy (zm. 1966)
- 1904:
  - Franciszek Maroń, polski duchowny katolicki, historyk Kościoła (zm. 1984)
  - Hjalmar Nyström, fiński zapaśnik (zm. 1960)
  - Leonhard Viljus, estoński strzelec sportowy (zm. 1970)
- 1905:
  - Ernest Bernea, rumuński socjolog, etnograf, filozof (zm. 1990)
  - Pēteris Briedis, łotewski polityk komunistyczny (zm. 1982)
  - Jindřich Krejčík, czechosłowacki podpułkownik, aktor, polityk (zm. 1945)
  - René Maheu, francuski filozof, dyplomata, dyrektor generalny UNESCO (zm. 1975)
- 1906 – Egon Zill, niemiecki funkcjonariusz i zbrodniarz nazistowski (zm. 1974)
- 1907:
  - Aleksiej Kortunow, radziecki pułkownik, polityk (zm. 1973)
  - Irving Paul Lazar, amerykański prawnik, menadżer muzyczny pochodzenia żydowskiego (zm. 1993)
  - Leon Penner, polski prawnik, adwokat, prokurator pochodzenia żydowskiego (zm. ?)
- 1908 – Isaak Kikoin, rosyjski fizyk, wykładowca akademicki pochodzenia żydowskiego (zm. 1964)
- 1909:
  - Nelson Algren, amerykański pisarz (zm. 1981)
  - Joan Josep Nogués, hiszpański piłkarz, bramkarz, trener (zm. 1998)
- 1910:
  - Ingrid Bernadotte, księżniczka szwedzka (zm. 2000)
  - Joseph Oliver Bowers, dominicki duchowny katolicki, biskup Saint John’s-Basseterre (zm. 2012)
  - Kit Klein, amerykańska łyżwiarka szybka (zm. 1985)
- 1911:
  - Tadeusz Gede, polski polityk, wicepremier, dyplomata (zm. 1982)
  - Józef Popielas, polski ekonomista, polityk, minister komunikacji (zm. 2005)
  - Oldřich Rulc, czechosłowacki piłkarz (zm. 1969)
- 1912:
  - Frank Lovejoy, amerykański aktor (zm. 1962)
  - Oleksa Hirnyk, ukraiński działacz nacjonalistyczny (zm. 1978)
  - Stanisław Olszewski, polski nauczyciel, podpułkownik, żołnierz AK, cichociemny (zm. 1994)
- 1913:
  - Wojciech Czerwosz, polski rzeźbiarz, medalier (zm. 1986)
  - Qiao Guanhua, chiński polityk, dyplomata (zm. 1983)
  - Józef Sánchez del Río, meksykański męczennik, święty (zm. 1928)
  - Tōkō Shinoda, japońska malarka (zm. 2021)
  - Kajetan Sosnowski, polski malarz (zm. 1987)
- 1914:
  - Bohumil Hrabal, czeski pisarz (zm. 1997)
  - Jan Mulak, polski trener lekkoatletyki, polityk, senator RP (zm. 2005)
  - Edmund Muskie, amerykański polityk pochodzenia polskiego, sekretarz stanu (zm. 1996)
  - Clara Petrella, włoska śpiewaczka operowa (sopran) (zm. 1987)
- 1915:
  - Kurt Aland, niemiecki teolog protestancki, biblista (zm. 1994)
  - Helena Kitajewicz, polska aktorka (zm. 1993)
- 1916:
  - Wiktor Borowkow, radziecki pułkownik pilot (zm. 1995)
  - Bohdan Paszkowski, polski elektronik, wykładowca akademicki (zm. 2000)
  - Kazimierz Pogorzelski, polski kapitan, żołnierz AK, uczestnik powstania warszawskiego (zm. 1944)
  - Jerzy Pytlakowski, polski pisarz, dziennikarz radiowy (zm. 1988)
- 1917:
  - Walter Aronsson, szwedzki bobsleista (zm. 2010)
  - Stanisław Pospieszalski, polski architekt, historyk sztuki (zm. 2003)
- 1918 – Sam Walton, amerykański przedsiębiorca (zm. 1992)
- 1919 – Dewey F. Bartlett, amerykański polityk, senator (zm. 1979)
- 1920:
  - Kelpo Gröndahl, fiński zapaśnik (zm. 1994)
  - Marko Jozinović, bośniacki duchowny katolicki, arcybiskup metropolita wszechbośniacki (zm. 1994)
- 1921:
  - Harold Agnew, amerykański fizyk, wykładowca akademicki (zm. 2013)
  - Jerzy Bielecki, polski działacz społeczny, więzień obozu Auschwitz-Birkenau, żołnierz AK, Sprawiedliwy wśród Narodów Świata (zm. 2011)
  - Dirk Bogarde, brytyjski aktor (zm. 1999)
  - Herschel Grynszpan, żydowski zamachowiec (zm. ok. 1942)
- 1922:
  - Theo Albrecht, niemiecki przedsiębiorca (zm. 2010)
  - Henri Aubry, francuski kolarz szosowy i przełajowy (zm. 2012)
  - Helge Christian Bronée, duński piłkarz (zm. 1999)
  - Aleksiej Sorokin, radziecki i rosyjski admirał floty (zm. 2020)
  - Jadwiga Marso, polska aktorka (zm. 2004)
  - Joey Maxim, amerykański bokser (zm. 2001)
- 1923:
  - Thad Jones, amerykański trębacz jazzowy (zm. 1986)
  - Tadeusz Ulatowski, polski koszykarz, trener, działacz sportowy (zm. 2012)
- 1924:
  - Freddie Bartholomew, irlandzki aktor (zm. 1992)
  - Antonio Cariglia, włoski związkowiec, polityk, publicysta (zm. 2010)
  - Birte Christoffersen, duńsko-szwedzka skoczkini do wody
  - Gerhard Fritsch, austriacki pisarz, krytyk literacki (zm. 1969)
- 1925:
  - Oszkár Csuvik, węgierski piłkarz wodny (zm. 2008)
  - Dmytro Hnatiuk, ukraiński śpiewak operowy, pedagog (zm. 2016)
  - Innokientij Smoktunowski, rosyjski aktor (zm. 1994)
  - Stanisław Wellisz, polsko-amerykański ekonomista, wykładowca akademicki (zm. 2016)
- 1926:
  - Jan Gałkowski, polski poeta, autor tekstów piosenek (zm. 1989)
  - Rudolf Gromotka, polski piłkarz (zm. 2014)
  - María del Rosario Cayetana Fitz-James Stuart y Silva, hiszpańska arystokratka (zm. 2014)
  - Tadeusz de Virion, polski prawnik, adwokat, dyplomata (zm. 2010)
- 1927:
  - Otto Kade, niemiecki teoretyk przekładu, marksista (zm. 1980)
  - Aleksander Menhard, polski dziennikarz, żołnierz AK, uczestnik powstania warszawskiego (zm. 2018)
  - Stanisław Ptak, polski aktor, śpiewak operetkowy (zm. 2002)
  - Kazimirs Špoģis, łotewski polityk (zm. 2010)
  - Jerzy Zegalski, polski reżyser teatralny, tłumacz (zm. 2007)
- 1928:
  - Roald Aas, norweski łyżwiarz szybki (zm. 2012)
  - Zbigniew Brzeziński, polsko-amerykański politolog, sowietolog, dyplomata, działacz polonijny (zm. 2017)
  - Daniel Gerould, amerykański badacz literatury polskiej, krytyk literacki, dramatopisarz (zm. 2013)
  - Alexander Grothendieck, francuski matematyk, wykładowca akademicki (zm. 2014)
  - Shaban Hadëri, albański rzeźbiarz (zm. 2010)
- 1929:
  - Sylwia Julito, polska florecistka, trenerka (zm. 2012)
  - Florian Kapała, polski żużlowiec (zm. 2007)
  - John Raphael Quinn, amerykański duchowny katolicki, arcybiskup metropolita San Francisco (zm. 2017)
  - Jan Zgajewski, polski funkcjonariusz MO
- 1930:
  - Robert Ashley, amerykański kompozytor (zm. 2014)
  - Jerome I. Friedman, amerykański fizyk, wykładowca akademicki, laureat Nagrody Nobla
  - Stanisław Pasynkiewicz, polski chemik, wykładowca akademicki (zm. 2021)
  - Amelia Rosselli, włoska poetka (zm. 1996)
  - Ambroży (Szczurow), rosyjski biskup prawosławny (zm. 2016)
- 1931:
  - Anatolij Lejn, amerykański szachista pochodzenia rosyjskiego (zm. 2018)
  - Vaino Väljas, estoński historyk, polityk komunistyczny, dyplomata (zm. 2024)
- 1932:
  - Tadeusz Bielicki, polski antropolog (zm. 2022)
  - Wes Cooley, amerykański polityk (zm. 2015)
  - Sven Lindqvist, szwedzki dziennikarz (zm. 2019)
- 1933:
  - Włodzimierz Czechowski, polski polityk, poseł na Sejm RP
  - Aleksandr Mitta, rosyjski reżyser i scenarzysta filmowy (zm. 2025)
  - Frank Murkowski, amerykański polityk, senator pochodzenia polskiego
  - Zbigniew Puchalski, polski żeglarz (zm. 2014)
  - Juan Sandoval Íñiguez, meksykański duchowny katolicki, arcybiskup Guadalajary, kardynał
  - Jurij Szuchewycz, ukraiński działacz nacjonalistyczny, polityk, więzień Gułagu (zm. 2022)
- 1934:
  - Gordon Adam, brytyjski polityk, eurodeputowany
  - Adrian Breacker, brytyjski lekkoatleta, sprinter
  - Krzesisława Dubielówna, polska aktorka (zm. 2025)
  - Kazimír Gajdoš, słowacki piłkarz (zm. 2016)
  - Poul Jensen, duński piłkarz (zm. 2000)
  - Graham Vearncombe, walijski piłkarz, bramkarz (zm. 1992)
- 1935:
  - Michael Parkinson, brytyjski dziennikarz radiowy i telewizyjny (zm. 2023)
  - Józef Szmidt, polski lekkoatleta, trójskoczek (zm. 2024)
- 1936:
  - Olgierd Ciepły, polski lekkoatleta, młociarz (zm. 2007)
  - Zygmunt Kolenda, polski inżynier, nauczyciel akademicki, profesor nauk technicznych, działacz opozycji antykomunistycznej (zm. 2025)
  - Amancio Ortega, hiszpański przedsiębiorca
  - Zdeněk Svěrák, czeski aktor, komik, scenarzysta filmowy, piosenkarz
  - Mario Vargas Llosa, peruwiański pisarz, dziennikarz, polityk, laureat Nagrody Nobla (zm. 2025)
- 1937:
  - Ad Abi Karam, libański duchowny maronicki, biskup eparchii św. Marona w Sydney
  - Józef Beker, polski kolarz szosowy
  - Charles Kelly, amerykański kompozytor (zm. 1990)
- 1938:
  - Stanisław Olejniczak, polski koszykarz (zm. 2022)
  - Zofia Saretok, polska aktorka (zm. 2013)
  - Krzysztof Wodziński, polski operator dźwięku
- 1939:
  - Dov Frohman, izraelski inżynier elektryk, menedżer
  - Jerzy Porębski, polski pieśniarz, wykonawca szant, publicysta, rybak, żeglarz (zm. 2021)
- 1940:
  - Giuseppe Andrich, włoski duchowny katolicki, biskup Belluno-Feltre
  - José Luís Azcona, hiszpański duchowny katolicki, biskup prałat Marajó w Brazylii (zm. 2024)
  - Luis Cubilla, urugwajski piłkarz, trener (zm. 2013)
  - Kim Ki Ryong, północnokoreański dziennikarz, polityk (zm. 2017)
  - Kevin Loughery, amerykański koszykarz, trener
  - Michael Plumb, amerykański jeździec sportowy
- 1941:
  - Holger Bartsch, niemiecki polityk
  - Evelyn Einstein, amerykańska działaczka na rzecz praw dziecka (zm. 2011)
  - Johnny Watkiss, australijski piłkarz
  - Władysław Włoch, polski poeta, eseista
  - Rolf Zacher, niemiecki aktor (zm. 2018)
- 1942:
  - Bernard Darniche, francuski kierowca wyścigowy i rajdowy
  - Daniel Dennett, amerykański filozof (zm. 2024)
  - Neil Kinnock, brytyjski polityk
  - Janusz Lorenz, polski polityk, senator RP
  - Luciano Monari, włoski duchowny katolicki, biskup Brescii
  - Mike Newell, brytyjski reżyser filmowy
  - Hartmut Perschau, niemiecki wojskowy, samorządowiec, polityk, minister, eurodeputowany (zm. 2022)
  - Jerry Sloan, amerykański koszykarz, trener (zm. 2020)
  - Jerzy Smorawiński, polski specjalista medycyny sportowej, działacz sportowy, senator RP
  - Giordano Turrini, włoski kolarz torowy
  - Pål Tyldum, norweski biegacz narciarski
- 1943:
  - Denílson, brazylijski piłkarz (zm. 2024)
  - Conchata Ferrell, amerykańska aktorka (zm. 2020)
  - Zoja Nowożyłowa, rosyjska dyplomatka, działaczka komsomolska i partyjna (zm. 2024)
  - Jerzy Olek, polski plastyk, teoretyk sztuki (zm. 2022)
  - Giovanni Pettenella, włoski kolarz torowy (zm. 2010)
  - Józef Racki, polski polityk, wicemarszałek województwa wielkopolskiego
  - Jerzy Ridan, polski reżyser, scenarzysta, pedagog, publicysta (zm. 2016)
- 1944:
  - Elżbieta Apostolska, polska gimnastyczka, sędzia sportowy
  - Rick Barry, amerykański koszykarz
  - Hans Bettembourg, szwedzki sztangista
  - Ken Howard, amerykański aktor (zm. 2016)
  - Mohammad Safadi, libański przedsiębiorca, polityk
- 1945:
  - Hans Brunhart, liechtensteiński polityk, premier Liechtensteinu
  - Rodrigo Duterte, filipiński polityk, prezydent Filipin
  - Pierre Michon, francuski pisarz
  - Rimantas Smetona, litewski reżyser filmowy, polityk
- 1946:
  - Doros Christodulidis, cypryjski kardiolog, polityk, eurodeputowany (zm. 2024)
  - Claudette Herbster-Josland, francuska florecistka
  - Henry Paulson, amerykański ekonomista, polityk
  - Martinus Dogma Situmorang, indonezyjski duchowny katolicki, biskup Padang (zm. 2019)
  - Alejandro Toledo, peruwiański polityk, prezydent Peru
- 1947:
  - Irena Kurzępa, polska nauczycielka, polityk, senator RP
  - Władysław Panas, polski historyk i teoretyk literatury (zm. 2005)
  - Grzegorz Rytych, polski rolnik, polityk, poseł na Sejm RP (zm. 2017)
  - Barbara Sierszuła, polska dziennikarka
  - Greg Thompson, kanadyjski polityk, minister (zm. 2019)
- 1948:
  - Veli-Pekka Ketola, fiński hokeista, trener
  - Gennaro Pascarella, włoski duchowny katolicki, biskup Pozzuoli
  - Nina Smolejewa, rosyjska siatkarka
  - Dianne Wiest, amerykańska aktorka
  - Milan Williams, amerykański klawiszowiec, członek zespołu The Commodores (zm. 2006)
- 1949:
  - Peter Alltschekow, niemiecki polityk
  - Witalij Konstantinow, rosyjski zapaśnik
  - Gábor Reviczky, węgierski aktor
  - Evelyn Rudie, amerykańska aktorka
  - Ronnie Ray Smith, amerykański lekkoatleta, sprinter (zm. 2013)
  - Leslie Valiant, brytyjski informatyk, teoretyk obliczeń
  - Michael W. Young, amerykański genetyk, chronobiolog, laureat Nagrody Nobla
- 1950:
  - Roland Andersson, szwedzki piłkarz, trener
  - Mieczysław Cieślar, polski duchowny ewangelicki, biskup warszawski (zm. 2010)
  - Dinesh Dhamija, brytyjski przedsiębiorca, polityk, eurodeputowany pochodzenia hinduskiego
  - Germán Efromovich, kolumbijsko-brazylijsko-polski przedsiębiorca pochodzenia żydowskiego
  - Jan Paweł Lenga, polski duchowny katolicki, biskup Karagandy
- 1951:
  - Krzysztof Kozłowski, polski inżynier, matematyk, automatyk (zm. 2021)
  - Matti Pellonpää, fiński aktor, muzyk (zm. 1995)
  - David Reese, amerykański zawodowy pokerzysta (zm. 2007)
  - Philippe Ulrich, francuski projektant gier komputerowych, muzyk
- 1952:
  - Attilio Fontana, włoski samorządowiec, polityk, prezydent regionu Lombardia
  - Carlos Jiménez Licona, gwatemalski dyplomata, polityk
  - Leonid Tibiłow, osetyjski polityk, prezydent Osetii Południowej
  - Jos Valentijn, holenderski łyżwiarz szybki
  - Grzegorz Wons, polski aktor
- 1953:
  - Wacław Grabkowski, polski pisarz
  - Peter Mensch, amerykański menedżer muzyczny pochodzenia żydowskiego
  - Melchior Ndadaye, burundyjski polityk, prezydent Burundi (zm. 1993)
  - Alina Nowak, polska siatkarka
  - Nydia Velázquez, amerykańska polityk, kongreswoman pochodzenia portorykańskiego
- 1954:
  - Leszek Włodzimierz Biały, polski pisarz, tłumacz
  - Tadeusz Jednoróg, polski piłkarz ręczny, trener
  - Roland Rowiński, polski reżyser i scenarzysta filmowy
  - Adrian Severin, rumuński prawnik, wykładowca akademicki, polityk
  - Paweł Szymański, polski kompozytor
- 1955:
  - Pavel Cebanu, mołdawski piłkarz, trener i działacz piłkarski
  - Czesław Daś, polski trener koszykarski (zm. 2025)
  - Julio Llamazares, hiszpański prozaik, poeta, dziennikarz
  - Aleksander Maciejewski, polski aktor (zm. 2007)
  - Reba McEntire, amerykańska piosenkarka country, aktorka
  - Leszek Swornowski, polski szpadzista
  - Maria Wiernikowska, polska dziennikarka
- 1956:
  - Amanda Aizpuriete, łotewska poetka, pisarka, tłumaczka (zm. 2023)
  - April Margera, amerykańska osobowość telewizyjna
  - Zizi Possi, brazylijska piosenkarka pochodzenia włoskiego
  - Evelin Schlaak, niemiecka lekkoatletka, dyskobolka
  - Leszek Zieliński, polski polityk, poseł na Sejm RP
- 1957:
  - Inés Ayala Sender, hiszpańska filolog, polityk, eurodeputowana (zm. 2024)
  - Jadwiga Błoch, polska polityk, poseł na Sejm RP
  - Harvey Glance, amerykański lekkoatleta, sprinter (zm. 2023)
  - Jacek Kadłubowski, polski aktor, kaskader, specjalista i konsultant do spraw koni (zm. 2024)
  - Igor Siergun, rosyjski generał pułkownik, szef GRU (zm. 2016)
- 1958:
  - Marion Barron, brytyjska aktorka
  - Heinz Hermann, szwajcarski piłkarz, trener
  - Håkan Lindquist, szwedzki pisarz, tłumacz (zm. 2022)
  - Ivan Messelis, belgijski kolarz przełajowy
- 1959:
  - Laura Chinchilla, kostarykańska polityk, prezydent Kostaryki
  - Jacob de Haan, holenderski kompozytor, dyrygent, aranżer
  - José Rodríguez, kubański judoka
- 1960:
  - José Antonio Alonso, hiszpański prawnik, sędzia, polityk (zm. 2017)
  - Chris Barrie, brytyjski aktor
  - Dragana Đorđević, serbska malarka
  - Saak Karapietian, rosyjski prokurator, urzędnik państwowy (zm. 2018)
  - Brendan Leahy, irlandzki duchowny katolicki, biskup Limerick
  - José Maria Neves, kabowerdyjski polityk, prezydent Republiki Zielonego Przylądka
  - Uri Orbach, izraelski dziennikarz, polityk (zm. 2015)
  - Éric-Emmanuel Schmitt, francuski dramaturg, eseista, prozaik
- 1961:
  - Kenny Carter, angielski żużlowiec (zm. 1986)
  - Ricardo Dabrowski, argentyński piłkarz, trener pochodzenia polskiego
  - Robert Hines, amerykański bokser
  - Byron Scott, amerykański koszykarz, trener
- 1962:
  - Jure Franko, słoweński narciarz alpejski
  - Mariusz Treliński, polski reżyser operowy, teatralny i filmowy
- 1963:
  - Nina Ananiaszwili, gruzińska tancerka baletowa
  - Perry Bräutigam, niemiecki piłkarz, bramkarz
  - Matthew Gribble, amerykański pływak (zm. 2004)
  - Krzysztof Krzak, polski poeta, bard (zm. 2016)
  - Jan Masiel, polski polityk, eurodeputowany
  - Srđan Šajn, serbski polityk narodowości romskiej
- 1964:
  - Piotr Greger, polski duchowny katolicki, biskup pomocniczy bielsko-żywiecki
  - Jelena Winogradowa, rosyjska lekkoatletka, sprinterka
  - Ołeksandr Wołkow, ukraiński koszykarz, trener, działacz sportowy
- 1965:
  - Steve Bull, angielski piłkarz, trener
  - Tomasz Kolbusz, polski przedsiębiorca, pionier polskiego Internetu (zm. 2006)
  - Felipe Pérez Roque, kubański polityk
  - Beata Rakowska, polska aktorka
  - Michał Zieliński, polski teoretyk muzyki, kompozytor, aranżer (zm. 2024)
- 1966:
  - Juan Borges Mateos, kubański szachista
  - Høgni Hoydal, farerski polityk
  - Jacek Laszczkowski, polski śpiewak operowy, aktor
- 1967:
  - Miroslav Chvíla, słowacki piłkarz
  - Tracey Needham, amerykańska aktorka
  - Ingrid Salvenmoser, austriacka narciarka alpejska
- 1968:
  - Ralph Berner, niemiecki kolarz przełajowy, górski i szosowy
  - Alain Caveglia, francuski piłkarz
- 1969:
  - Elliot Perry, amerykański koszykarz
  - Ivan Gotti, włoski kolarz szosowy
  - Tomi Kinnunen, fiński piłkarz
  - Tina Nedergaard, duńska polityk
  - Brett Ratner, amerykański reżyser, scenarzysta i producent filmowy
  - Earnie Stewart, amerykański piłkarz
  - Ingrid Stöckl, austriacka narciarka alpejska
  - Ilke Wyludda, niemiecka lekkoatletka, dyskobolka (zm. 2024)
- 1970:
  - Laura Badea-Cârlescu, rumuńska florecistka
  - Joanna Czajkowska-Ślasko, polska psychiatra, poetka
  - Ignacy (Łukowicz), białoruski duchowny prawosławny
  - Wadym Sływczenko, ukraiński hokeista
  - Vince Vaughn, amerykański aktor, scenarzysta i producent filmowy
  - Aiga Zagorska, łotewska kolarka szosowa i torowa
- 1971:
  - Mônica Carvalho, brazylijska aktorka
  - Damien Marsh, australijski lekkoatleta, sprinter
  - Noh Jung-yoon, południowokoreański piłkarz
  - Wesley Person, amerykański koszykarz, trener
  - Sayeeda Warsi, brytyjska prawnik, polityk pochodzenia pakistańskiego
- 1972:
  - Alexandre François, francuski językoznawca
  - Olga Jegorowa, rosyjska biegaczka narciarska
  - Michał Kamiński, polski polityk, poseł na Sejm, eurodeputowany, wicemarszałek Senatu RP
  - Witalij Łewczenko, tadżycki piłkarz pochodzenia ukraińskiego
  - Keith Tkachuk, amerykański hokeista pochodzenia ukraińsko-irlandzkiego
- 1973:
  - Vasco Cordeiro, portugalski prawnik, polityk
  - Eddie Fatu, samoański profesjonalny wrestler (zm. 2009)
  - Jan Klata, polski dramaturg, reżyser teatralny
  - Björn Kuipers, holenderski sędzia piłkarski
- 1974:
  - Gjergj Bojaxhi, albański ekonomista, himalaista, polityk
  - Jonas Eriksson, szwedzki sędzia piłkarski
  - Kai Kahele, amerykański pilot wojskowy i cywilny, polityk, kongresman
  - Mark King, brytyjski snookerzysta
  - Scott Kinworthy, amerykański aktor, producent i scenarzysta filmowy
  - Marcin Kleiber, polski basista, kontrabasista, klawiszowiec, członek zespołów: Exorcist, Geisha Goner i Dogbite
  - Piotr Mosór, polski piłkarz, trener
  - Johanna Paasikangas-Tella, fińska szachistka
  - Aleksey Polyakov, uzbecki piłkarz pochodzenia rosyjskiego
  - Mindaugas Timinskas, litewski koszykarz
  - Themis Tolis, grecki perkusista, członek zespołu Rotting Christ
  - Stéphanie Yon-Courtin, francuska prawniczka, działaczka samorządowa, polityk
- 1975:
  - Kate Gosselin, amerykańska celebrytka, osobowość telewizyjna, pisarka
  - Iván Helguera, hiszpański piłkarz
  - Edzai Kasinauyo, zimbabwejski piłkarz (zm. 2017)
  - Richard Kelly, amerykański reżyser, scenarzysta i producent filmowy
  - Akshaye Khanna, indyjski aktor
  - Joanna Szurmiej-Rzączyńska, polska aktorka
  - Adam Weiner, polski piłkarz ręczny, bramkarz
- 1976:
  - David Keuning, amerykański gitarzysta, wokalista, członek zespołu The Killers
  - Andrzej Meller, polski dziennikarz
- 1977:
  - Devon, amerykańska aktorka pornograficzna
  - Ahmet Gülhan, turecki zapaśnik
  - Anna Rybicka, polska florecistka
  - Rafał Skarżycki, polski pisarz, scenarzysta komiksowy
  - Lauren Weisberger, amerykańska pisarka
  - Annie Wersching, amerykańska aktorka (zm. 2023)
- 1978:
  - Urszula Bartos-Gęsikowska, polska aktorka, scenografka, kostiumografka
  - Chloe Dior, amerykańska aktorka pornograficzna
  - Hanna Piaseczna-Czerniak, polska aktorka
  - Anita Werner, polska dziennikarka i prezenterka telewizyjna, aktorka
- 1979:
  - Crystal Cox, amerykańska lekkoatletka, sprinterka
  - Daniel Montenegro, argentyński piłkarz
  - Benjamin Percy, amerykański pisarz
- 1980:
  - Siergiej Makarow, rosyjski siatkarz
  - Stiliani Pilatu, grecka lekkoatletka, skoczkini w dal
  - Kaeo Pongprayoon, tajski bokser
  - Olivier Thomert, francuski piłkarz
  - Luke Walton, amerykański koszykarz, trener
  - Miki Zohar, izraelski prawnik, samorządowiec, polityk
  - Karolina Żurkowska, polska koszykarka
- 1981:
  - Geovanny Caicedo, ekwadorski piłkarz
  - Elwira Chasianowa, rosyjska pływaczka synchroniczna
  - Karoline Edtstadler, austriacka prawnik, działaczka samorządowa, polityk
  - Aleksandra Leo, polska prawniczka, urzędniczka państwowa, polityk, poseł na Sejm RP
  - Julia Stiles, amerykańska aktorka
  - Abdullo Tangriyev, uzbecki judoka
  - Ołeksij Wakułenko, ukraiński zapaśnik (zm. 2007)
- 1982:
  - DJ Unk, amerykański raper, didżej, producent muzyczny (zm. 2025)
  - Bjarni Ólafur Eiríksson, islandzki piłkarz
  - Walter Martínez, honduraski piłkarz (zm. 2019)
  - Luis Tejada, panamski piłkarz (zm. 2024)
  - Marcin Wiącek, polski prawnik, wykładowca akademicki, rzecznik praw obywatelskich
  - Konrad Wysocki, niemiecki koszykarz pochodzenia polskiego
- 1983:
  - Ladji Doucouré, francuski lekkoatleta, płotkarz pochodzenia malijskiego
  - Alaksandr Klimienka, białoruski piłkarz
  - Jimmy Mainfroi, francuski piłkarz
  - Edgaras Rūkštelė, litewski piłkarz
  - Ania Rusowicz, polska piosenkarka
- 1984:
  - Han Joon-woo, południowokoreański aktor
  - Dorota Kalaszczyńska, polska lekkoatletka, sprinterka
  - Sylvia Jebiwott Kibet, kenijska lekkoatletka, biegaczka długodystansowa
  - Mensur Mujdža, bośniacki piłkarz
  - Micheli Tomazela Pissinato, brazylijska siatkarka
  - Nikołaj Skworcow, rosyjski pływak
- 1985:
  - Marianela Alfaro, kostarykańska siatkarka
  - Steve Mandanda, francuski piłkarz, bramkarz pochodzenia kongijskiego
  - Thomas Massamba, szwedzki koszykarz pochodzenia kongijskiego
  - Akiko Suzuki, japońska łyżwiarka figurowa
  - Stan Wawrinka, szwajcarski tenisista
- 1986:
  - Lady Gaga, amerykańska piosenkarka, kompozytorka, pianistka, autorka tekstów, producentka muzyczna, filantropka, działaczka LGBT pochodzenia włoskiego
  - J-Kwon, amerykański raper
  - Nikola Petković, serbski piłkarz
  - Barbora Strýcová, czeska tenisistka
- 1987:
  - Vaidas Baumila, litewski piosenkarz
  - Melinda Geiger, rumuńska piłkarka ręczna
  - Simeon Jackson, kanadyjski piłkarz pochodzenia jamajskiego
  - Kagney Linn Karter, amerykańska aktorka i modelka pornograficzna (zm. 2024)
  - Oļegs Laizāns, łotewski piłkarz
- 1988:
  - Martin Fanger, szwajcarski kolarz górski
  - Alen Šket, słoweński siatkarz
  - Szymon Słomczyński, polski poeta
- 1989:
  - Logan Couture, kanadyjski hokeista
  - David Goodwillie, szkocki piłkarz
  - Lukas Jutkiewicz, angielski piłkarz pochodzenia polskiego
  - Stian Sivertzen, norweski snowboardzista
  - Carmen Toma, rumuńska lekkoatletka, trójskoczkini
  - Adrian Zieliński, polski sztangista
  - Siarhiej Żyhałka, białoruski szachista
- 1990:
  - Joe Bennett, angielski piłkarz
  - Kalen Damessi, togijski piłkarz
  - Stina Gardell, szwedzka pływaczka
  - Laura Harrier, amerykańska aktorka
  - Jean-Paul Tony Helissey, francuski florecista
  - Luca Marrone, włoski piłkarz
- 1991:
  - Amy Bruckner, amerykańska aktorka
  - Aleksandra Gintrowska, polska piosenkarka, aktorka
  - Lukas Hinterseer, austriacki piłkarz
  - Jordan McRae, amerykański koszykarz
  - Ondřej Palát, czeski hokeista
  - Marie-Philip Poulin, kanadyjska hokeistka
  - Taulant Xhaka, albański piłkarz
- 1992:
  - Elena Bogdan, rumuńska tenisistka
  - Richard Dixon, panamski piłkarz
  - Park Seung-hi, południowokoreańska łyżwiarka szybka, specjalistka short tracku
- 1993:
  - Christian Gow, kanadyjski biathlonista
  - Matija Nastasić, serbski piłkarz
  - Nikita Niestierow, rosyjski hokeista
- 1994:
  - Léo Bonatini, brazylijski piłkarz
  - Aritz Elustondo, hiszpański piłkarz
  - Marcus Georges-Hunt, amerykański koszykarz
  - Magdalena Gryka, niemiecka siatkarka pochodzenia polskiego
  - Ismael Tajouri-Shradi, libijski piłkarz
- 1995:
  - Sakura Doi, japońska siatkarka
  - Jonathan Drouin, kanadyjski hokeista
  - Martyna Grajber-Nowakowska, polska siatkarka
  - Justin Jackson, amerykański koszykarz
  - Łukasz Licznerski, polski szachista
  - Josh Morrissey, kanadyjski hokeista
  - Killian Peier, szwajcarski skoczek narciarski
  - Magdalena Szajtauer, polska koszykarka
- 1996:
  - Henrik Castegren, szwedzki piłkarz
  - Jorge, brazylijski piłkarz
  - Benjamin Pavard, francuski piłkarz
  - Max Strus, amerykański koszykarz
- 1997:
  - Fabian Majcherski, polski siatkarz
  - Sebastian Samuelsson, szwedzki biathlonista
  - Josh Sims, angielski piłkarz
  - Yaw Yeboah, ghański piłkarz
- 1998:
  - Elsa Fermbäck, szwedzka narciarka alpejska
  - Aleks Grozdanow, bułgarski siatkarz
  - Sandi Lovrić, austriacki piłkarz pochodzenia słoweńskiego
  - M.J. Walker, amerykański koszykarz
  - Lindell Wigginton, kanadyjski koszykarz
- 1999:
  - Li Yueru, chińska koszykarka
  - Kurban Szyrajew, rosyjski zapaśnik
- 2000:
  - Anna Hoffmann, amerykańska skoczkini narciarska
  - Chris Richards, amerykański piłkarz
- 2001:
  - Hannah Auchentaller, włoska biathlonistka
  - Wang Xiyu, chińska tenisistka
- 2002 – Daniel Tschofenig, austriacki skoczek narciarski
- 2003 – Osvaldo Lay, panamski piłkarz
- 2004 – Anna Szczerbakowa, rosyjska łyżwiarka figurowa
- 2005:
  - Tate Frantz, amerykański skoczek narciarski, kombinator norweski
  - Seif Heneida, katarski lekkoatleta, tyczkarz
- 2006 – Kauã Elias, brazylijski piłkarz
- 2007 – Luke Roessler, kanadyjski aktor

## Zmarli
- 193 – Pertynaks, cesarz rzymski (ur. 126)
- 592 – Guntram I, król Franków, święty (ur. ok. 532)
- 595 – Childebert II, król zachodniofrankijski (ur. 570)
- 964 – Arnulf I Wielki, hrabia Flandrii (ur. ok. 890)
- 1072 – Ordulf, książę Saksonii (ur. ok. 1020)
- 1111 – (lub 17 kwietnia) Robert z Molesme, francuski mnich, reformator zakonny, założyciel zakonu cystersów, święty (ur. ok. 1029)
- 1134 – Stefan Harding, angielski zakonnik, święty (ur. ok. 1059)
- 1239 – Go-Toba, cesarz Japonii (ur. 1180)
- 1241 – Waldemar II Zwycięski, król Danii (ur. 1170)
- 1278 – Bertrand de Saint-Martin, francuski kardynał (ur. ?)
- 1285 – Marcin IV, papież (ur. ok. 1210)
- 1304 – Wigbold z Holte, arcybiskup Kolonii, książę-elektor Rzeszy (ur. ?)
- 1414 – Joanna Maria z Maille, francuska tercjarka franciszkańska, błogosławiona (ur. 1331)
- 1512 – (lub 3 kwietnia) Enoch Kobelau, niemiecki duchowny katolicki, prepozyt kapituły warmińskiej (ur. ?)
- 1552 – Lehna Agad, guru sikhizmu (ur. 1504)
- 1563 – Henricus Glareanus, szwajcarski humanista, historyk, muzyk, poeta (ur. 1488)
- 1566 – Siegmund von Herberstein, austriacki polityk, dyplomata (ur. 1486)
- 1598 – Michele Bonelli, włoski kardynał (ur. 1541)
- 1621 – Ottavio Rinuccini, włoski poeta, librecista (ur. 1562)
- 1631 – Juan van der Hamen, hiszpański malarz pochodzenia flamandzkiego (ur. 1596)
- 1638 – Marie Touchet, francuska arystokratka (ur. 1549)
- 1655 – Maria Eleonora Hohenzollern, księżniczka brandenburska, królowa szwedzka (ur. 1599)
- 1669 – Jan Kazimierz Krasiński, polski szlachcic, polityk (ur. 1607)
- 1673 – (data pogrzebu) Adam Pynacker, holenderski malarz (ur. 1622)
- 1678 – Claude François Milliet Dechales, francuski jezuita, uczony, misjonarz (ur. 1621)
- 1687 – Constantijn Huygens, holenderski prozaik, poeta, uczony, tłumacz, dyplomata, podróżnik (ur. 1596)
- 1701 – Domenico Guidi, włoski rzeźbiarz (ur. 1625)
- 1703 – Johann Brunetti, włoski duchowny katolicki, biskup pomocniczy wrocławski (ur. 1646)
- 1712 – Jan van der Heyden, holenderski malarz (ur. 1637)
- 1743 – Karol Fryderyk, książę Saksonii-Meiningen (ur. 1712)
- 1757 – Robert-François Damiens, francuski zamachowiec (ur. 1715)
- 1762 – Antonio Maria Erba Odescalchi, włoski kardynał (ur. 1712)
- 1769 – Jan Fryderyk Endersch, polski matematyk, kartograf, mechanik pochodzenia niemieckiego (ur. 1705)
- 1772 – Antoni Tadeusz Przezdziecki, polski szlachcic, polityk (ur. 1718)
- 1793 – Vincenzo Fasanella, włoski matematyk, poeta (ur. 1733)
- 1801 – Ralph Abercromby, brytyjski generał (ur. 1734)
- 1804 – Frederik Christian Kaas, duński admirał, dyplomata (ur. 1727)
- 1807 – Joseph Hickel, niemiecki malarz portrecista (ur. 1736)
- 1818 – Giuseppe Antonio Capuzzi, włoski kompozytor, skrzypek (ur. 1755)
- 1828 – (lub 20 marca) Tymon Zaborowski, polski poeta (ur. 1799)
- 1831 – Michał Hieronim Radziwiłł, polski ziemianin, polityk (ur. 1744)
- 1833 – Alois Josef Krakovský z Kolowrat, czeski duchowny katolicki, biskup hradecki, arcybiskup metropolita praski i prymas Czech (ur. 1759)
- 1839:
  - Henry FitzGerald-de Ros, brytyjski arystokrata, polityk (ur. 1793)
  - Pieter van Os, holenderski malarz (ur. 1776)
- 1840:
  - Simon Antoine Jean L’Huillier, szwajcarski matematyk, wykładowca akademicki pochodzenia francuskiego (ur. 1750)
  - Anton Friedrich Justus Thibaut, niemiecki prawnik, wykładowca akademicki pochodzenia francuskiego (ur. 1772)
- 1850 – Bernt Michael Holmboe, norweski matematyk, wykładowca akademicki (ur. 1795)
- 1852 – Ksawery Bronikowski, polski działacz polityczny, publicysta, uczestnik powstania listopadowego, emigrant (ur. 1796)
- 1854 – Hipolit Kownacki, polski przedsiębiorca hutniczy, geolog, historyk (ur. 1761)
- 1861 – James Turner, amerykański rolnik, polityk (ur. 1783)
- 1862 – Władysław Mniszek-Tchorznicki, polski podpułkownik (ur. ok. 1794)
- 1866 – Solomon Foot, amerykański polityk (ur. 1802)
- 1870 – George Thomas, amerykański generał (ur. 1816)
- 1871 – Piotr Wirth, niemiecki tercjarz franciszkański, szewc (ur. 1830)
- 1873 – John T. Mason, amerykański prawnik, polityk (ur. 1815)
- 1874 – Peter Andreas Hansen, niemiecki astronom (ur. 1795)
- 1877 – Antoni Bonaparte, francuski książę, polityk (ur. 1816)
- 1881 – Modest Musorgski, rosyjski kompozytor (ur. 1839)
- 1883:
  - Lorenz Diefenbach, niemiecki pastor, bibliotekarz, lingwista, etnolog, pisarz (ur. 1806)
  - Julian Horain, polski dziennikarz, publicysta (ur. 1821)
- 1885 – Ludvig Norman, szwedzki kompozytor, pianista, dyrygent, pedagog (ur. 1831)
- 1891 – Carl Braun, austriacki położnik, wykładowca akademicki (ur. 1822)
- 1894 – Julius Helfft, niemiecki malarz (ur. 1818)
- 1898 – Anton Seidl, austriacko-węgierski dyrygent (ur. 1850)
- 1900 – Petrus Jacobus Joubert, transwalski generał, polityk, prezydent Transwalu (ur. 1834)
- 1903 – Émile Baudot, francuski wynalazca, pionier telekomunikacji (ur. 1845)
- 1905 – Huang Zunxian, chiński poeta, urzędnik państwowy, dyplomata (ur. 1848)
- 1908 – Henryk Sadowski, polski dziennikarz, publicysta (ur. 1847)
- 1909 – Karol Ginter Schwarzburg-Sondershausen, niemiecki książę (ur. 1830)
- 1912 – Romuald Lenczewski, polski architekt (ur. 1822)
- 1915 – Zygmunt Niedźwiecki, polski pisarz, dziennikarz, tłumacz (ur. 1864)
- 1917:
  - Albert Pinkham Ryder, amerykański malarz (ur. 1847)
  - Nikołaj Zinowjew, rosyjski polityk (ur. 1839)
- 1918 – Bronisław Chlebowski, polski historyk literatury (ur. 1846)
- 1919 – Shaikhzada Babich, baszkirski poeta (ur. 1895)
- 1921 – Agenor Maria Adam Gołuchowski, polski hrabia, polityk i dyplomata w służbie austro-węgierskiej (ur. 1849)
- 1922 – Władimir Nabokow, rosyjski prawnik, publicysta, polityk (ur. 1870)
- 1923:
  - Czesław Antecki, polski przedsiębiorca górniczy i kamieniarski, samorządowiec (ur. 1880)
  - Michel Joseph Maunoury, francuski dowódca wojskowy (ur. 1847)
- 1924 – Józef Sebastian Pelczar, polski duchowny katolicki, biskup przemyski, święty (ur. 1842)
- 1925:
  - Liwierij Darkszewicz, rosyjski neurolog, psychiatra (ur. 1858)
  - Henry Rawlinson, brytyjski generał (ur. 1864)
- 1926 – Filip Orleański, książę Orleanu, pretendent do tronu francuskiego (ur. 1869)
- 1928 – Tadeusz Błotnicki, polski rzeźbiarz, kostiumolog (ur. 1858)
- 1931 – Ban Johnson, amerykański działacz sportowy (ur. 1865)
- 1933 – Fridrich Cander, radziecki pionier astronautyki i techniki rakietowej pochodzenia niemieckiego (ur. 1887)
- 1937:
  - Lucretia Longshore Blankenburg, amerykańska pisarka, sufrażystka (ur. 1845)
  - James B. Frazier, amerykański polityk (ur. 1856)
- 1938:
  - Tadeusz Bresiewicz, polski prawnik, sędzia Sądu Najwyższego (ur. 1862)
  - Edward M. House, amerykański polityk, dyplomata (ur. 1858)
- 1939:
  - Mario Lertora, włoski gimnastyk (ur. 1897)
  - Fausto dos Santos, brazylijski piłkarz (ur. 1905)
- 1941:
  - Marcus Hurley, amerykański kolarz torowy, koszykarz (ur. 1883)
  - Samson Mikiciński, polski emisariusz Rządu RP na uchodźstwie pochodzenia żydowskiego (ur. 1885)
  - Virginia Woolf, brytyjska pisarka, feministka (ur. 1882)
- 1942:
  - Charlotte Burton, amerykańska aktorka (ur. 1881)
  - Miguel Hernández, hiszpański poeta, dramaturg (ur. 1910)
  - Stanisław Wizner, polski kapitan rezerwy, uczestnik konspiracji antyhitlerowskiej (ur. 1893)
- 1943:
  - Hubert Lenk, polski harcerz, kapral AK (ur. 1924)
  - Siergiej Rachmaninow, rosyjski kompozytor, pianista, dyrygent (ur. 1873)
  - Keith Truscott, australijski pilot wojskowy, as myśliwski (ur. 1916)
- 1944:
  - Władimir Kłopotowski, rosyjski dziennikarz, wydawca, publicysta, felietonista, pisarz, satyryk (ur. 1883)
  - Stephen Leacock, kanadyjski ekonomista, pisarz (ur. 1869)
- 1945:
  - Alfred-Ingemar Berndt, niemiecki dziennikarz, pisarz, propagandysta nazistowski (ur. 1905)
  - Iwan Kucenko, radziecki kapitan (ur. 1913)
- 1946:
  - Theo Brouns, flamandzki prawnik, działacz nacjonalistyczny, kolaborant (ur. 1911)
  - Cumberland Posey, amerykański koszykarz, basebllista, właściciel drużyn, działacz, menedżer klubowy (ur. 1890)
- 1947:
  - Dedë Maçaj, albański duchowny katolicki, męczennik, błogosławiony (ur. 1920)
  - Karol Świerczewski, polski i radziecki generał, działacz komunistyczny, polityk (ur. 1897)
- 1948:
  - Hamdi al-Badżahdżi, iracki polityk, premier Iraku (ur. 1886)
  - Johnny Evers, amerykański baseballista (ur. 1881)
- 1950 – Jan Szypowski, polski pułkownik uzbrojenia,szef uzbrojenia AK, uczestnik powstania warszawskiego (ur. 1889)
- 1952:
  - Kuźma Pielechaty, ukraiński prozaik, poeta, dziennikarz, polityk (ur. 1886)
  - Piotr Szyło, radziecki współpracownik Abwehry (ur. 1909)
- 1953 – Jim Thorpe, amerykański lekkoatleta, baseballista, futbolista, trener, działacz sportowy pochodzenia indiańskiego (ur. 1888)
- 1954 – Winifred McNair, brytyjska tenisistka (ur. 1877)
- 1955 – Emanuel Twórz, polski lekarz, działacz narodowy i społeczny (ur. 1872)
- 1957:
  - Gheorghe Tătărescu, rumuński polityk, premier Rumunii (ur. 1886)
  - Jack Butler Yeats, irlandzki malarz, ilustrator, pisarz (ur. 1871)
- 1958:
  - W.C. Handy, amerykański kompozytor i kornecista jazzowy (ur. 1873)
  - Chuck Klein, amerykański baseballista (ur. 1904)
- 1962:
  - Jewhen Dawydiak, ukraiński prawnik, adwokat, wykładowca akademicki (ur. 1879)
  - David Wijnveldt, holenderski piłkarz (ur. 1891)
- 1963:
  - Antonius Bouwens, holenderski strzelec sportowy (ur. 1876)
  - Alec Templeton, walijsko-amerykański pianista, kompozytor, satyryk (ur. 1910)
  - Tollef Tollefsen, norweski wioślarz (ur. 1885)
- 1964 – Niczypar Natalewicz, białoruski polityk (ur. 1900)
- 1965:
  - Iwan Bołdin, radziecki generał pułkownik (ur. 1892)
  - Vito Dumas, argentyński żeglarz (ur. 1900)
  - Jerzy Iwanowski, polski inżynier, działacz społeczny, polityk (ur. 1878)
  - Maria Windsor, brytyjska księżniczka (ur. 1897)
- 1967:
  - Abilio Balboa Arkins, polityk z Gwinei Hiszpańskiej (ur. 1906)
  - Zofia Baudouin de Courtenay, polska malarka pochodzenia francuskiego (ur. 1887)
  - Marian Jaworski, polski polityk, poseł na Sejm RP (ur. 1912)
  - Berta Lask, niemiecka działaczka komunistyczna, pisarka, dziennikarka pochodzenia żydowskiego (ur. 1878)
- 1968:
  - Czesław Chowaniec, polski historyk, bibliotekarz (ur. 1899)
  - Zenon Pieniążek, polski piłkarz, trener (ur. 1913)
- 1969 – Dwight Eisenhower, amerykański generał, polityk, prezydent USA (ur. 1890)
- 1970 – Natan Alterman, izraelski dziennikarz, prozaik, poeta, działacz syjonistyczny (ur. 1910)
- 1972:
  - Kurt Baluses, niemiecki piłkarz, trener (ur. 1914)
  - Vera Nikolić Podrinska, chorwacka malarka (ur. 1886)
  - Joseph Paul-Boncour, francuski polityk, premier Francji (ur. 1873)
- 1973:
  - Wasilij Bałandin, radziecki generał major, polityk (ur. 1904)
  - Clarence Griffin, amerykański tenisista (ur. 1888)
- 1974:
  - Zygmunt Banek, polski księgarz, wydawca (ur. 1892)
  - Leon Grot, polski pułkownik piechoty, działacz niepodległościowy (ur. 1890)
  - Grigorij Tuczkow, rosyjski piłkarz, trener (ur. 1913)
- 1975:
  - Piotr Dziemski, polski perkusista, członek zespołu Niemen Aerolit (ur. 1953)
  - Marie Wagner, amerykańska tenisistka (ur. 1883)
- 1976:
  - Richard Arlen, amerykański aktor (ur. 1899)
  - Władysław Jarema, polski aktor, reżyser teatru lalek (ur. 1896)
- 1977:
  - Jan Kazimierz Kruszewski, polski generał brygady (ur. 1888)
  - Eric Shipton, brytyjski wspinacz, podróżnik (ur. 1907)
  - Aleksander Zawisza, polski prawnik, polityk, premier RP na uchodźstwie (ur. 1896)
- 1978:
  - Wadi Haddad, palestyński działacz nacjonalistyczny, terrorysta (ur. 1927)
  - Karl Lennart Oesch, fiński generał (ur. 1892)
- 1979 – Antoni Szuszkiewicz, polski oficer, kawaler Orderu Virtuti Militari (ur. 1886)
- 1980:
  - Dick Haymes, amerykański aktor, piosenkarz (ur. 1918)
  - Branko Pleše, chorwacki piłkarz, trener (ur. 1915)
- 1981:
  - Nikołaj Timofiejew-Riesowski, rosyjski biolog (ur. 1900)
  - Jurij Trifonow, rosyjski pisarz (ur. 1925)
- 1982 – William Giauque, amerykański fizykochemik, wykładowca akademicki, laureat Nagrody Nobla (ur. 1895)
- 1983:
  - Erwin Michalski, polski piłkarz, trener (ur. 1912)
  - Antonio Nava, meksykański zawodnik polo (ur. 1905)
  - Wojciech Piotrowski, polski architekt (ur. 1904)
  - Mieczysław Pluciński, polski szkutnik, żeglarz (ur. 1898)
  - Joseph Smith, amerykański bobsleista (ur. 1925)
  - Franciszek Wojtas, polski entomolog, wykładowca akademicki (ur. 1917)
- 1984:
  - Arild Dahl, norweski zapaśnik (ur. 1902)
  - Carmen Dragon, amerykański kompozytor, dyrygent (ur. 1914)
  - Anton Kocian, słowacki nauczyciel, ornitolog (ur. 1900)
  - Czesław Lenczowski, polski malarz (ur. 1905)
  - Julio Mueller, meksykański zawodnik polo (ur. 1905)
- 1985:
  - Marc Chagall, francusko-rosyjski malarz, grafik pochodzenia żydowskiego (ur. 1887)
  - Henry Hansen, duński kolarz szosowy (ur. 1902)
  - Fiodor Mamonow, radziecki polityk (ur. 1907)
- 1986 – Michel Brusseaux, francuski piłkarz, trener (ur. 1913)
- 1987:
  - Aleksander Barchacz, polski żołnierz, kompozytor, polityk, dyplomata (ur. 1908)
  - Nikołaj Jermakow, radziecki polityk (ur. 1927)
  - Maria Augusta von Trapp, austriacka arystokratka, pamiętnikarka (ur. 1905)
  - Patrick Troughton, brytyjski aktor (ur. 1920)
- 1988:
  - Marian Chełmecki, polski major pilot (ur. 1916)
  - Frans Peeraer, belgijski piłkarz (ur. 1913)
- 1989:
  - Josiah Zion Gumede, rodezyjski nauczyciel, duchowny protestancki, dyplomata, polityk, jedyny prezydent Zimbabwe Rodezji (ur. 1919)
  - Ludwika Nitschowa, polska rzeźbiarka, pedagog (ur. 1889)
- 1990:
  - Gino Cappello, włoski piłkarz (ur. 1920)
  - Kurt Scharf, niemiecki duchowny ewangelicki, działacz antynazistowski (ur. 1902)
- 1991:
  - Józef Grundmann, polski kolarz torowy, trener (ur. 1934)
  - Henryk Łaszcz, polski siatkarz, dyplomata (ur. 1927)
- 1992:
  - Spirydion Albański, polski piłkarz, bramkarz (ur. 1907)
  - Marcel Josserand, francuski mykolog (ur. 1900)
  - Willard Tibbetts, amerykański lekkoatleta, średniodystansowiec (ur. 1903)
- 1993:
  - Wasilij Akulincew, radziecki polityk (ur. 1916)
  - Miklós Horthy (syn), węgierski polityk (ur. 1907)
- 1994:
  - Albert Goldman, amerykański pisarz (ur. 1927)
  - Eugène Ionesco, francuski dramaturg pochodzenia rumuńskiego (ur. 1909)
  - Ira Murchison, amerykański lekkoatleta, sprinter (ur. 1933)
- 1995:
  - Barbara Dulinsky, amerykańska starsza sierżant piechoty morskiej (ur. 1928)
  - Hugh O’Connor, amerykański aktor (ur. 1962)
  - Wang Youping, chiński dyplomata, polityk (ur. 1910)
- 1996:
  - Paweł Buchwald, polski piłkarz (ur. 1909)
  - Barbara McLean, amerykańska montażystka filmowa (ur. 1903)
- 1998 – Irena Lewandowska, polska polityk, poseł na Sejm PRL (ur. 1916)
- 1999 – Franco Gasparri, włoski aktor (ur. 1948)
- 2000:
  - Anthony Powell, brytyjski pisarz (ur. 1905)
  - Bronisław Tusk, polski rzeźbiarz, ceramik, malarz (ur. 1935)
  - Adam Ulam, amerykański politolog, historyk, sowietolog pochodzenia polskiego (ur. 1922)
- 2001:
  - Juliette Ernst, francuska filolog klasyczna, bibliograf (ur. 1900)
  - Wyło Radew, bułgarski reżyser filmowy (ur. 1923)
- 2002:
  - Jerzy Jarmołowski, polski poeta, prozaik (ur. 1940)
  - Klemens Roguski, polski sztangista, trener (ur. 1926)
  - Albert Whitford, amerykański fizyk, astronom (ur. 1905)
- 2003:
  - Kadri Aytaç, turecki piłkarz, trener (ur. 1931)
  - Robert W. Craddock, amerykański piłkarz (ur. 1923)
- 2004:
  - Albert Brülls, niemiecki piłkarz (ur. 1937)
  - Robert Merle, francuski pisarz (ur. 1908)
  - Włodzimierz Reczek, polski działacz sportowy, prezes PKOl i PZPN (ur. 1911)
  - Ljubiša Spajić, jugosłowiański piłkarz (ur. 1926)
  - Peter Ustinov, brytyjski aktor, reżyser, producent filmowy, pisarz (ur. 1921)
- 2005:
  - Andrzej Chmielarczyk, polski aktor, reżyser, dyrektor teatru (ur. 1929)
  - Pál Losonczi, węgierski polityk komunistyczny (ur. 1919)
- 2006:
  - Jerome Brudos, amerykański seryjny morderca (ur. 1939)
  - Caspar Weinberger, amerykański polityk, sekretarz obrony (ur. 1917)
- 2007:
  - Abe Coleman, amerykański wrestler (ur. 1905)
  - Delém, brazylijski piłkarz (ur. 1935)
  - Lech Grobelny, polski przedsiębiorca (ur. 1949)
- 2008 – Kunio Lemari, marszalski polityk, prezydent Wysp Marshalla (ur. 1942)
- 2009 – Janet Jagan, gujańska polityk, prezydent Gujany (ur. 1920)
- 2010:
  - Dan Duncan, amerykański przedsiębiorca (ur. 1933)
  - Herb Ellis, amerykański gitarzysta jazzowy (ur. 1921)
  - Derlis Florentín, paragwajski piłkarz (ur. 1984)
  - June Havoc, amerykańska aktorka (ur. 1913)
  - Agim Qirjaqi, albański aktor (ur. 1951)
  - Zofia Romanowiczowa, polska pisarka, tłumaczka (ur. 1922)
- 2012:
  - John Arden, brytyjski pisarz (ur. 1930)
  - Harry Crews, amerykański pisarz (ur. 1935)
  - Aleksandr Harutiunian, ormiański kompozytor (ur. 1920)
  - Róża Nowotarska, polska dziennikarka, publicystka (ur. 1920)
  - Jolanta Rzaczkiewicz, polska aktorka (ur. 1954)
  - Earl Scruggs, amerykański muzyk country i bluegrass, wirtuoz banjo (ur. 1924)
  - Addie Wyatt, amerykańska działaczka związkowa (ur. 1924)
- 2013:
  - Richard Griffiths, brytyjski aktor (ur. 1947)
  - Soraya Jiménez, meksykańska sztangistka (ur. 1977)
  - Jurij Radoniak, rosyjski bokser (ur. 1932)
  - Boris Strel, słoweński narciarz alpejski (ur. 1959)
  - Robert Zildjian, amerykański przedsiębiorca (ur. 1923)
- 2014:
  - Jadwiga Kłosówna-Tamowicz, polska śpiewaczka operowa (sopran) (ur. 1924)
  - Michael Putney, australijski duchowny katolicki, biskup Townsville (ur. 1946)
- 2015:
  - Miroslav Ondříček, czeski operator filmowy (ur. 1934)
  - Jerzy Orłowski, polski piłkarz (ur. 1925)
  - Gene Saks, amerykański aktor, reżyser teatralny i filmowy (ur. 1921)
  - Walter Schuck, niemiecki pilot wojskowy, as myśliwski (ur. 1920)
- 2016:
  - Jan Adam Kaczkowski, polski duchowny katolicki, prezbiter, bioetyk (ur. 1977)
  - Edmund Piątkowski, polski lekkoatleta, dyskobol (ur. 1936)
- 2017 – Christine Kaufmann, niemiecka aktorka (ur. 1945)
- 2018:
  - Oleg Anofrijew, rosyjski aktor (ur. 1930)
  - Henryk Lesiak, polski regionalista, publicysta, działacz społeczny i samorządowy (ur. 1932)
  - Lívia Rév, węgierska pianistka (ur. 1916)
  - Eugène Van Roosbroeck, belgijski kolarz szosowy (ur. 1928)
- 2019 – Mirosław Baraniak, polski lekkoatleta, oszczepnik (ur. 1964)
- 2020:
  - John Callahan, amerykański aktor (ur. 1953)
  - Winicjusz Chróst, polski gitarzysta, multiinstrumentalista, kompozytor, członek zespołu Breakout (ur. 1952)
  - Tom Coburn, amerykański polityk (ur. 1948)
  - Lonnie David Franklin, amerykański seryjny morderca i gwałciciel (ur. 1952)
  - Eglė Juodvalkė, litewska poetka, pisarka (ur. 1950)
  - Marek Lehnert, polski dziennikarz, korespondent, watykanista (ur. 1950)
  - David Schramm, amerykański aktor (ur. 1946)
- 2021:
  - Olgierd Buczek, polski piosenkarz (ur. 1931)
  - Lucjan Czerny, polski aktor, artysta estradowy, dziennikarz radiowy (ur. 1945)
  - Juventino Kestering, brazylijski biskup katolicki, biskup Rondonópolis–Guiratinga (ur. 1946)
  - Didier Ratsiraka, malgaski wojskowy, polityk, prezydent Madagaskaru (ur. 1936)
  - Ryszard Zimak, polski dyrygent (ur. 1947)
- 2022:
  - Georges Bou-Jaoudé, libański duchowny maronicki, arcybiskup Trypolisu (ur. 1943)
  - Naci Erdem, turecki piłkarz (ur. 1931)
  - Antoni Naguib, egipski duchowny, arcybiskup, patriarcha Kościoła katolickiego obrządku koptyjskiego, kardynał (ur. 1935)
  - Raquel Pankowsky, meksykańska aktorka pochodzenia polskiego (ur. 1950)
- 2023:
  - Stanisław Kafel, polski lekarz weterynarii, wykładowca akademicki (ur. 1927)
  - Lucjan Mieczkowski, polski dyplomata (ur. 1934)
  - Jerzy Rzedowski, polski botanik, wykładowca akademicki (ur. 1926)
  - Ryūichi Sakamoto, japoński pianista, kompozytor muzyki filmowej, producent muzyczny (ur. 1952)
  - Manfred Schäfer, australijski piłkarz, trener (ur. 1943)
- 2024:
  - Kurt Elimä, szwedzki skoczek narciarski (ur. 1939)
  - Natalja Mielochina, rosyjska kolarka szosowa (ur. 1962)
  - Igors Rausis, łotewski szachista (ur. 1961)
- 2025:
  - Alfredo, brazylijski piłkarz (ur. 1946)
  - Johann Eigenstiller, austriacki piłkarz (ur. 1943)
  - Hennadij Horbenko, ukraiński lekkoatleta, sprinter, płotkarz (ur. 1975)
  - Richard Norton, australijski karateka, aktor, kaskader, choreograf i trener sztuk walki (ur. 1950)